# 65803 Didymos

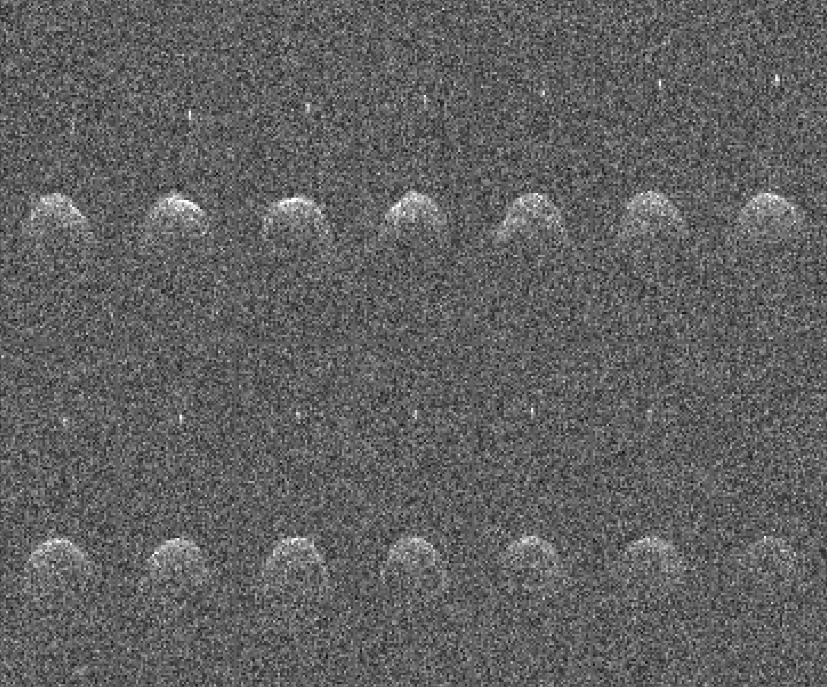
65803 Didymos

65803 Didymos (provisorisk beteckning: 1996 GT) är en jordnära Apollo-asteroid som upptäcktes 11 april 1996 av Spacewatch vid Kitt Peak National Observatory. Asteroiden fick namnet Didymos, det grekiska ordet för tvilling, på förslag av Joseph L. Montani efter att man upptäckt att asteroiden har en måne.

## Dimorphos
Den 20 november 2003 utfördes ljuskurvestudier i samarbete mellan observatorier i Tjeckien och USA. Man upptäckte då en 170 meter stor asteroidmåne. Dess omloppsbana har en halv storaxel på 1,18 kilometer och gör ett varv i sin omloppsbana på 11,9 timmar. Den fick senare namnet Dimorphos.

## DART
Asteroiden och dess måne, är målet för NASAs rymdsond Double Asteroid Redirection Test (DART).